# Lの世界
『Lの世界』（エルのせかい、原題：The L Word）は、2004年1月18日から2009年3月8日まで、アメリカ合衆国のケーブルテレビ局・Showtimeにて放送されたアメリカ・カナダ合作のテレビドラマ。全70話（全6シーズン）。日本でもCS放送のFOXライフやLaLa TVで放送された。また、2020年2月からビデオオンデマンドサイトのU-NEXTにて日本語字幕版が、同年8月からHuluにて日本語字幕版・吹き替え版および続編ドラマ『Lの世界 ジェネレーションQ』が配信されている。

## 概要
本作は、アメリカ合衆国西部の大都市・ロサンゼルスを舞台に、レズビアンやバイセクシャルなどの女性たちの恋愛や人間模様を描いた群像劇である（R-15指定）。
アメリカのテレビドラマ史上初めて本格的にレズビアンをメインにした作品であり、カミングアウト、同性婚、養子縁組、性別移行、乳癌など実社会でも起こり得るリアルなテーマを扱っている。ロサンゼルスのLGBTコミュニティがベースであり、内容の大半は実話を基にしたもの。本作の放送以前はShowtimeのオリジナルドラマは最長でもシーズン5までしか製作されたことがなかったが、本作は同局で初めてシーズン6まで製作された。
2006年にGLAADメディア賞最優秀ドラマシリーズ賞、2009年には同賞の審査員特別賞を受賞。エミー賞やサテライト賞にもノミネートされるなど高い評価を得た。アメリカやカナダ、イギリス、ドイツ、韓国、イスラエルなど約50か国で放送され、日本ではFOXライフにて2006年1月から2010年6月にかけて放送。また、LaLa TVでも2012年11月から放送された。日本版DVDがリリースされた2008年には、2月にベット役のジェニファー・ビールスが、6月にシェーン役のキャサリン・メーニッヒがプロモーションのため来日。メーニッヒが来日した際には空港に約1,000人の女性ファンが集まるなど話題を集めた。
本作の原案者・脚本家・監督・プロデューサーの一人であるアイリーン・チェイケンをはじめ、主要脚本家の10人中9人がレズビアンであり、映画『GO fish』でベルリン国際映画祭テディ賞を受賞したローズ・トローシュやグィネヴィア・ターナー、テディ賞Siegessäule読者賞受賞作『恋のミニスカウエポン』監督・脚本のアンジェラ・ロビンソンなど、クィア映像作品界で著名なクリエイターがスタッフとして多数携わっている（スタッフ欄参照）。
2019年12月8日、本作の10年後を描いた続編ドラマ『Lの世界 ジェネレーションQ』が同じくShowtimeにて放送開始され、2023年1月22日まで放送された。

## ストーリー

### シーズン1
シカゴ大学を卒業した新進作家のジェニーは、恋人のティムが住むロサンゼルスのウェスト・ハリウッドに引っ越し、同棲を始める。人口の3分の1がセクシャルマイノリティであるウェスト・ハリウッドではLGBTは珍しくなく、ティムの隣家にもベットとティナという女性同士のカップルが暮らしていた。美術館のアートディレクターを務めるベットと映画会社で働くティナは交際歴7年の恋人であり、子どもをもつために精子ドナーを探しているという。
ある日、ベットとティナ主催のパーティーにジェニーとティムも招待され、ジェニーはそこでカフェ「プラネット」のオーナーであるマリーナという女性に出会う。文学好きという共通点も手伝って距離を縮める2人。パーティーの途中、レストルームで唐突にマリーナに唇を奪われたジェニーは、困惑しつつも彼女を意識し始める。
プラネットは、ベットとティナの仲間たちが集っては近況を語り合う溜まり場でもあった。中性的なルックスで様々な女性と浮き名を流す美容師のシェーン、バイセクシャルのジャーナリストでお喋り好きなアリス、レズビアンであることを公表できずにいる恋に奥手なプロテニスプレーヤー・デイナ。当初は環境の変化に戸惑っていたジェニーだが、個性的な彼女たちと交流するにつれてLAでの生活に活路を見出す。
ティムの婚約者でありながらマリーナの魅力に抗いきれないジェニーは、ある夜、ついに彼女と一線を越える。それは、新たな世界の幕開けだった。

## 登場人物

### メイン
| 役名                             | 役名 （英語）             | キャスト               | 日本語吹替 | シーズン （ゲスト） |
| -------------------------------- | ------------------------- | ---------------------- | ---------- | ------------------- |
| ベット・ポーター                 | Bette Porter              | ジェニファー・ビールス | 唐沢潤     | 1-6                 |
| ジェニー・シェクター             | Jenny Schecter            | ミア・カーシュナー     | 永島由子   | 1-6                 |
| キット・ポーター                 | Kate "Kit" Porter         | パム・グリア           | 斉藤貴美子 | 1-6                 |
| ティナ・ケナード                 | Tina Kennard              | ローレル・ホロマン     | 高森奈緒   | 1-6                 |
| シェーン・マッカチョン           | Shane McCutcheon          | キャサリン・メーニッヒ | 木内レイコ | 1-6                 |
| アリス・ピエゼッキー             | Alice Pieszecki           | レイシャ・ヘイリー     | よのひかり | 1-6                 |
| デイナ・フェアバンクス           | Dana Fairbanks            | エリン・ダニエルズ     | 小島幸子   | 1-3、(4)            |
| マリーナ・ファーラー             | Marina Ferrer             | カリーナ・ロンバード   | 田村聖子   | 1、(4)、(6)         |
| ティム・ハスペル                 | Timothy "Tim" Haspel      | エリック・メビウス     | 花輪英司   | 1、(2、3、6)        |
| カルメン・デ・ラ・ピカ・モラレス | Carmen de la Pica Morales | サラ・シャヒ           | 田中晶子   | 2-3、(6)            |
| ヘレナ・ピーボディ               | Helena Peabody            | レイチェル・シェリー   | 日野由利加 | 2-6                 |
| マーク・ウェイランド             | Mark Wayland              | エリック・ライヴリー   | 杉山大     | 2                   |
| モイラ／マックス・スウィーニー   | Moira/Max Sweeney         | ダニエラ・シー         | 本田貴子   | 3-6                 |
| アンガス・パートリッジ           | Angus Partridge           | ダラス・ロバーツ       | 桐本琢也   | 3-4                 |
| パピ                             | Eva "Papi" Torres         | ジャニナ・ガバンカー   | 木川絵理子 | 4、(6)              |
| ターシャ・ウィリアムズ           | Tasha Williams            | ローズ・ロリンズ       | 浅野まゆみ | 4-6                 |
| ジョディ・ラーナー               | Jodi Lerner               | マーリー・マトリン     | 五十嵐麗   | 4-6                 |
| フィリス・クロール               | Phyllis Kroll             | シビル・シェパード     | 磯部万沙子 | 4-6                 |

### サブ
ララ・パーキンス（Lara Perkins）
演 - ローレン・リー・スミス / 日本語吹替：北西純子
シーズン（ゲスト） - 1、(2)、3
モリー・クロール（Molly Kroll）
演 - クレメンタイン・フォード / 日本語吹替：武田華
シーズン（ゲスト） - (4)、5-6
アデル・チャニング（Adele Channing）
演 - マラヤ・リベラ・ドリュー
シーズン - 5
ニキ・スティーブンス（Nikki Stevens）
演 - ケイト・フレンチ
シーズン - 5-6
ジェイミー・チェン（Jamie Chen）
演 - メイ・メランソン
シーズン - 6
サンセット・ブールバード（Sunset Boulevard）
演 - ロジャー・クロス
シーズン - 6

### マイナー
ギャビー・デヴォー（Gabby Deveaux）
演 - グィネヴィア・ターナー
キャサリン・クレイモア（Katherine Claymore）
演 - サンドリーヌ・ホルト
ペイジ・ソーベル（Paige Sobel）
演 - クリスタナ・ローケン
トーニャ（Tonya）
演 - レディス・マクゲシー
レイシー（Lacey）
演 - タミー・リー・マイケルズ
ディラン・モアランド (Dylan Moreland)
演 - アレクサンドラ・ヘディソン
ウタ・レフソン（Uta Refson）
演 - エリカ・セラ
フランチェスカ・ウォルフェ (Francesca Wolff)
演 - ロリータ・ダヴィドヴィッチ
シェリー・ジャッフィ（Cherie Jaffe）
演 - ロザンナ・アークエット
クレア・ジャッフィ（Clea Jaffe）
演 - サマンサ・マクロード
スティーブ・ジャッフィ（Steve Jaffe）
演 - ジェームズ・パーセル
ジョイス・ウィスチニア（Joyce Wischnia）
演 - ジェーン・リンチ
ペギー・ピーボディ（Peggy Peabody）
演 - ホランド・テイラー
キャンダス・ジュエル（Candace Jewell）
演 - イオン・オーヴァーマン
アイヴァン・エイコック（Ivan Aycock）
演 - ケリー・リンチ
ヨランダ・ワトキンス（Yolanda Watkins）
演 - キンバリー・ホーソーン
フェイ・バックリー（Faye Buckley）
演 - ヘレン・シェイヴァー
ウィニー・マン（Winnie Mann）
演 - メリッサ・レオ
レノーラ・ピエゼッキー（Lenore Pieszecki）
演 - アン・アーチャー
ナディア（Nadia）
演 - ジェシカ・キャプショー
シャーロット・バーチ（Charlotte Birch）
演 - サンドラ・バーンハード
ハンター・カービー（Hunter Kirby）
演 - クリス・マーティン
ハリソン・スコット（Harrison Scott）
演 - ランディ・キャノン
ジーン・フェインバーグ（Gene Feinberg）
演 - タイ・ルニャン
ハウィー・フェアバンクス（Howie Fairbanks）
演 - アンドリュー・フランシス
バー・コナー（Burr Connor）
演 - トニー・ゴールドウィン
リサ（Lisa）
演 - デヴォン・ガマーソール
ビリー・ブレイキー（Billie Blaikie）
演 - アラン・カミング
ステイシー・マーキン（Stacey Merkin）
演 - ヘザー・マタラッツォ
ベロニカ・ブルーム（Veronica Bloom）
演 - カムリン・マンハイム
メルヴィン・ポーター（Melvin Porter）
演 - オジー・デイヴィス
ベンジャミン・ブラッドショウ（Dr. Benjamin Bradshaw）
演 - チャールズ・S・ダットン
ダスティ（Dusty）
演 - ルシア・ライカ
ガブリエル・マッカチョン（Gabriel McCutcheon）
演 - エリック・ロバーツ
レオナルド・クロール（Leonard Kroll）
演 - ブルース・デイヴィソン

## スタッフ
- 原案：アイリーン・チェイケン／ミシェル・アボット／キャシー・グリーンバーグ
- 監督：ローズ・トローシュ／アンジェラ・ロビンソン／アイリーン・チェイケン／リン・ストップケウィッチ（英語版）／トリシア・ブロック（英語版）／ジョン・ストックウェル／トニー・ゴールドウィン／ブロンウェン・ヒューズ／クレメント・ヴァーゴ（英語版）／ダニエル・ミナハン（英語版）／モイゼス・カウフマン（英語版）／ジェイミー・バビット／カリ・スコグランド／メアリー・ハロン／リサ・チョロデンコ／バー・スティアーズ／ジェレミー・ポデスワ（英語版）／アーネスト・ディッカーソン／アリソン・マクリーン（英語版）／ジョン・カラン／ビル・エルトリンガム（英語版）／キンバリー・パース／フランク・ピアソン／アリソン・アンダース／マーリン・ゴリス／ジェシカ・シャーザー（英語版）／カリン・クサマ／レスリー・リブマン（英語版）／ボブ・アッシュマン
- 脚本：アイリーン・チェイケン／エリザベス・ジフ／ローズ・トローシュ／アンジェラ・ロビンソン／アレクサンドラ・コンドラック／グィネヴィア・ターナー／シェリーン・デイビス（英語版）／A・M・ホームズ（英語版）／スーザン・ミラー（英語版）／ジョシュ・センター（英語版）／マーク・ザカリン／ララ・スポッツ／デイヴィッド・スタン（英語版）／エリザベス・ハンター／アダム・ラップ（英語版）／アリエル・シュラグ（英語版）
- エグゼクティププロデューサー：アイリーン・チェイケン、ローズ・ラム、ローズ・トローシュ（2004 - 2009年）／スティーヴ・ゴリン、ラリー・ケナー、エレン・ハーマン（2004年）／デイヴィッド・スタン（2005年）／エリザベス・ジフ（2006 - 2009年）／アンジェラ・ロビンソン（2007 - 2009年）
- ラインプロデューサー：キム・ステア
- アソシエイトプロデューサー：リンジー・ウェブスター／ルイーザ・スキナー／ナンシー・ニーダム
- 音楽：エリザベス・ジフ／アンディ・ポリー（英語版）／ダミアン・ライス
- プロダクションデザイン：リカルド・スピナセ／ダグラス・ヒギンズ／シェイラ・ヘイリー
- アートディレクション：シェリル・マリオン／リチャード・クック／シャノン・グローバー／ダン・ヘルマンセン
- セット：リンダ・ヴィポンド／K・J・ジョンソン
- 衣装デザイン：シンシア・アン・サマーズ／シェイラ・ホワイト
- 製作会社：アノニマス・コンテント／ダファリン・ゲート・プロダクション／コースト・マウンテン・フィルム／ポッセ／Showtimeネットワークス（英語版）／MGMテレビジョン（英語版）

## エピソード
| シーズン | シーズン | 話数 | アメリカ放送日 | アメリカ放送日 |
| シーズン | シーズン | 話数 | シーズン初回   | シーズン最終回 |
| -------- | -------- | ---- | -------------- | -------------- |
|          | 1        | 13   | 2004年1月18日  | 2004年4月11日  |
|          | 2        | 13   | 2005年2月20日  | 2005年5月15日  |
|          | 3        | 12   | 2006年1月8日   | 2006年3月26日  |
|          | 4        | 12   | 2007年1月7日   | 2007年3月25日  |
|          | 5        | 12   | 2008年1月6日   | 2008年3月23日  |
|          | 6        | 8    | 2009年1月18日  | 2009年3月8日   |

## 製作

### 企画
本作の原案は、自身もレズビアンであるアイリーン・チェイケン、そしてミシェル・アボット、キャシー・グリーンバーグによるものである。1999年にチェイケンが初めて制作会社に本作の企画を持ち込み、1年後に『クィア・アズ・フォーク』といったShowtimeのゲイドラマが高視聴率を取り始めていたため、本作の製作も始動。
当初、本作のプロジェクト名は『Earthlings』（地球に住むもの、SFにおいて地球人といった意味）であった。1981年のジェーン・チェンバーズの『My Blue Heaven』の中で「the L word」というフレーズが登場している（『You're really ...? The L-word? Lord God, I never met one before. 』）。また、ダフニ・デュ・モーリエがエレン・ダブルデイに送った手紙の中にも同じフレーズを見ることが出来る（『By God and by Christ, if anyone should call that love by that unattractive word that begins with L', I'd tear their guts out.』）。後にタイトルが『The L Word』（ジ・エル・ワード）に確定。この「L」とは "Lesbian" （レズビアン）や"Love"（愛）の頭文字である。『Lの世界』という邦題は、The L Word → The WorLdと転化したものとされる。

### 撮影
主要撮影は、カナダ・ブリティッシュコロンビア州バンクーバーのコースト・マウンテンタウン・フィルムスタジオにて行われた。
シーズン1に登場する世界最大のレズビアン・パーティー「ダイナ・ショア・ウィークエンド」（年に一度、アメリカのパームスプリングスで行われるイベント）に、2006年度は過去最高の1万人以上の女性が世界各国から集結した。

### 音楽
2008年3月、本作のサウンドトラックを集めたコンピレーションCDがアメリカで発売。ドラマの音楽作曲はEZgirl、音楽監督はナターシャ・デュプレイが務めた。作中には、Betty、Heart、The Organ、Goldfrapp、Peachesなどが登場する。

## 用語
- チャート (The Chart)

「チャート」とは、『Lの世界』における登場人物間の肉体関係を体系化したネットワークグラフ（相関図）のこと。節点は個人を、枝は肉体関係を表しており、全シーズンに通底するプロット要素でもある。元々はアリスが自宅のホワイトボードとパソコン内に作成していた内輪の相関図だったが、後にアリス自身がインターネット上にアップロードし、シーズン4で「アワチャート (OurChart)」という名のソーシャル・ネットワーキング・サービスとして展開。登録者は自分自身のチャートを作成可能になり、レズビアンの自己紹介ウェブサイト化した。原則として関係解消後も節点と枝は残り続けるため、アーカイブとしての役割が大きい。50人以上と関係を持った人物は「ハブ (Hub)」と呼ばれ、作中では「ハブの頂点」としてパピが、次点としてシェーンが言及されている。
作中でのアリスによるサイト立ち上げと同時に、パラレルプロジェクトとして実社会でも「OurChart.com」という公式ウェブサイトが作成および運営された。これは登録者が独自のプロフィールを作成でき、番組に関するブログを公開するサイトであり、シーズン4開始からシーズン6終了まで稼働。番組終了後にサイトは廃止され、Showtimeの公式ウェブサイトにリダイレクトされた。
- シェーン・テスト (Shane Test)

対象者の女性が同性も恋愛対象かどうかを判断する際に、女性経験豊富なシェーンが対象者にアプローチし、対象者の反応を見て結果を判断するテストのこと。シーズン1の第2話「彼女たちの決断」で、デイナの片想いの相手・ララの性的指向を確かめるために最終手段として用いられた。ティナ曰く「シェーン・テストは〝絶対〟」。
- ゲイダー (Gaydar)

「ゲイ」と「レーダー」を組み合わせた造語。セクシャルマイノリティ当事者がもつ、他者がセクシャルマイノリティか否かを探知する第六感的な能力を指す。個人的な判断基準に基づいているため、必ずしも結果が正しいとは限らない。1980年代から実社会のLGBTの間で使用されている。
- 金の星 (Gold Star)

異性と肉体関係を持ったことのない生粋のレズビアンを指す。

## 受賞・ノミネート
※部門の特記がないものは全てドラマシリーズ部門
| 年   | 賞                                           | 部門                    | 対象                                                                                           | 結果       |
| ---- | -------------------------------------------- | ----------------------- | ---------------------------------------------------------------------------------------------- | ---------- |
| 2005 | 第9回ゴールデン・サテライト賞                | 作品賞                  | 『Lの世界』                                                                                    | ノミネート |
| 2005 | 第9回ゴールデン・サテライト賞                | 主演女優賞              | ローレル・ホロマン                                                                             | 受賞       |
| 2005 | 第9回ゴールデン・サテライト賞                | テレビ番組DVDリリース賞 | 『Lの世界』シーズン2                                                                           | ノミネート |
| 2005 | 第57回エミー賞                               | ゲスト俳優賞            | オジー・デイヴィス                                                                             | ノミネート |
| 2005 | 第16回GLAADメディア賞                        | ドラマシリーズ賞        | 『Lの世界』                                                                                    | ノミネート |
| 2005 | 第16回GLAADメディア賞                        | ゴールデンゲート賞      | ジェニファー・ビールス                                                                         | 受賞       |
| 2005 | 第36回NAACPイメージ・アワード                | 助演女優賞              | パム・グリア                                                                                   | ノミネート |
| 2005 | 第13回FAITA賞                                | 女優賞                  | カリーナ・ロンバード                                                                           | 受賞       |
| 2005 | 第1回ミクストメディア・ウォッチ・イメージ賞  | ドラマシリーズ作品賞    | 『Lの世界』                                                                                    | 受賞       |
| 2005 | 第1回ミクストメディア・ウォッチ・イメージ賞  | 特別名誉賞              | ジェニファー・ビールス                                                                         | 受賞       |
| 2005 | レオ賞                                       | 編集賞                  | リサ・ロビソン                                                                                 | ノミネート |
| 2005 | レオ賞                                       | 総合音楽賞              | トニー・ゴート / グレッグ・スチュワート / マイケル・トーマス / ロジャー・モリス                | ノミネート |
| 2005 | レオ賞                                       | 音楽編集賞              | ロジャー・モリス / トニー・ゴート                                                              | ノミネート |
| 2006 | 第17回GLAADメディア賞                        | ドラマシリーズ賞        | 『Lの世界』                                                                                    | 受賞       |
| 2006 | 第37回NAACPイメージ・アワード                | 助演女優賞              | パム・グリア                                                                                   | ノミネート |
| 2006 | 第10回リボン・オブ・ホープ・セレブレーション | -                       | 『Lの世界』                                                                                    | 受賞       |
| 2007 | 第18回GLAADメディア賞                        | ドラマシリーズ賞        | 『Lの世界』                                                                                    | ノミネート |
| 2007 | 第38回NAACPイメージ・アワード                | 女優賞                  | ジェニファー・ビールス                                                                         | ノミネート |
| 2007 | レオ賞                                       | 総合音楽賞              | ロジャー・モリス / マーク・ヘンズリー / ケン・ビール / シェーン・コネリー                      | 受賞       |
| 2007 | レオ賞                                       | 編集賞                  | リサ・ロビソン                                                                                 | 受賞       |
| 2007 | レオ賞                                       | 編集賞                  | リサ・ビンクリー                                                                               | ノミネート |
| 2007 | NAMICビジョン賞                              | 女優賞                  | ジェニファー・ビールス                                                                         | ノミネート |
| 2008 | 第59回技術・工学エミー賞                     | -                       | 『Lの世界』                                                                                    | 受賞       |
| 2008 | 第19回GLAADメディア賞                        | ドラマシリーズ賞        | 『Lの世界』                                                                                    | ノミネート |
| 2008 | 第39回NAACPイメージ・アワード                | 女優賞                  | ジェニファー・ビールス                                                                         | ノミネート |
| 2008 | 第39回NAACPイメージ・アワード                | 助演女優賞              | パム・グリア                                                                                   | ノミネート |
| 2008 | レオ賞                                       | 編集賞                  | リサ・ビンクリー                                                                               | ノミネート |
| 2008 | レオ賞                                       | 編集賞                  | リサ・ロビソン                                                                                 | ノミネート |
| 2008 | レオ賞                                       | 音楽編集賞              | ロジャー・モリス / ドン・マン / リック・セネシャル / ドン・ハリソン / イアン・マッキー         | ノミネート |
| 2009 | 第20回GLAADメディア賞                        | ドラマシリーズ賞        | 『Lの世界』                                                                                    | ノミネート |
| 2009 | 第20回GLAADメディア賞                        | 審査員特別賞            | 『Lの世界』                                                                                    | 受賞       |
| 2009 | レオ賞                                       | 編集賞                  | リサ・ビンクリー                                                                               | ノミネート |
| 2009 | レオ賞                                       | 総合音楽賞              | ロジャー・モリス / グレッグ・スチュワート / ケン・ビール / シェーン・コネリー                  | ノミネート |
| 2009 | レオ賞                                       | 音楽編集賞              | ロジャー・モリス / ドン・マン / クリス・マクレーン / モーリーン・マーフィー / ボニー・ランビー | ノミネート |

## 関連商品

### DVD
- シーズン1 - 『vol.1』：2008年2月2日／『DVDコレクターズBOX』（6枚組）：2008年3月7日
- シーズン2 - 『シーズン2 DVDコレクターズBOX』（7枚組）：2008年4月4日
- シーズン3 - 『シーズン3 DVDコレクターズBOX』（6枚組）：2008年8月20日
- シーズン1-3　- 『トリロジーBOX』（20枚組）
- シーズン4 - 『シーズン4 DVDコレクターズBOX』（6枚組）：2008年11月19日
- シーズン5 - 『シーズン5 DVDコレクターズBOX』（6枚組）：2009年8月21日
- シーズン6 - 『ファイナル・シーズン DVDコレクターズBOX』（4枚組）：2010年6月2日

※DVD発売キャンペーンソングは土屋アンナのシングル「cocoon」のカップリング曲「u」。2008年2月2日よりシーズン1のDVDレンタル開始。また、映画『あるスキャンダルの覚え書き』のレンタル版DVD特典に『Lの世界』の第1話が特別収録されている。

### 書籍
- The L Word: Welcome to Our Planet（アメリカ：2006年3月7日、Touchstone） ISBN 978-0-7432-9133-0  ※公式ガイドブック
- The L Word BOOK（アメリカ：2010年2月16日） ISBN 978-1-4507-0518-9  ※ジェニファー・ビールス撮影によるオフショット写真集[19]

### ゲーム
- The L Word Board Game（アメリカ：2008年10月8日、Gamaka） ※ボードゲーム

## 関連番組

### 未放送のスピンオフドラマ
2008年7月、ShowtimeのCEOであるマシュー・ブランクは、『Lの世界』のエグゼクティブプロデューサーであるアイリーン・チェイケンの発案により、女子刑務所を舞台にした『Lの世界』のスピンオフドラマのパイロット版を撮影することを発表した。『The Farm』と名付けられたこのシリーズは、ファムケ・ヤンセン、メリッサ・レオ、ローリー・メトカーフを主演に据え、2008年12月にパイロット版エピソードを撮影した。しかし、2009年4月にShowtimeは『The Farm』のシリーズ制作を取り止め、企画は実現に至らなかった。

### 『The Real L Word』
アイリーン・チェイケンが制作した『The Real L Word』は、2010年6月20日から2012年9月6日までShowtimeにて放送されたリアリティ番組である。全27回（全3シーズン）。ロサンゼルスやニューヨーク州のブルックリン区に住む、実在する同性愛者の女性たちのコミュニティの私生活に焦点を当てている。

### 『L Word Mississippi: Hate the Si』
ローレン・ラジン監督、アイリーン・チェイケン制作の『L Word Mississippi: Hate the Si』は、2014年8月8日にShowtimeにて放送されたドキュメンタリー番組である。ミシシッピ州に住む、実在するLGBTの女性たちのコミュニティに焦点を当てており、2015年にGLAADメディア賞最優秀ドキュメンタリー作品賞を受賞した。

### 『The L Word: New York』（仮題）
2023年3月、『The L Word: New York』との仮題で、ニューヨークを舞台にしたスピンオフ版の企画が浮上している事が報道されたが、現時点で詳細不明。